# Chemin Grenier
Chemin Grenier – miasto na Mauritiusie, w dystrykcie Savanne. Według danych szacunkowych na rok 2007 liczy 12 625 mieszkańców.